# Ernest Grégoire (militaire)
Pour les articles homonymes, voir Ernest Grégoire.
Ernest Grégoire, né le 4 décembre 1800 (13 frimaire an IX selon le calendrier républicain) à Charleville et mort à Nancy, après 1870, est un écrivain, médecin, militaire français, connu, entre autres, pour sa participation à la révolution belge de 1830, notamment aux côtés des « belges » lors des Journées de Septembre puis de la campagne des Flandres durant la guerre belgo-néerlandaise. Mais aussi pour avoir retourné sa veste et mené le coup d'état orangiste de 1831 à Gand puis la tentative d'instauration d’une république en Belgique lors de l'affaire du Risquons-Tout, le 29 mars 1848.
Installé au Grand-duché de Luxembourg, il fait paraître le premier quotidien luxembourgeois, le Luxemburger Zeitung (lb) entre 1844 et 1845.

## Biographie

### Origines et formation
Ernest Grégoire naît à Charleville, dans le département des Ardennes le 4 décembre 1800.
Il fait des études de médecine à Paris, où il a des ennuis avec la police de part son attitude turbulente. Il se rend ensuite aux États-Unis, puis, revenu en France, Grégoire entretien des relations avec les chefs du parti républicain et notamment Gilbert du Motier de La Fayette. En 1824, il est candidat républicain et anticlérical aux élections législatives françaises mais n'est pas élu. À la suite d'une bagarre liées aux élections à Charleville, le sous-préfet ordonne son arrestation, mais Grégoire passe la frontière et arrive dans le Royaume uni des Pays-Bas où il termine ses études dans la toute nouvelle université de Liège. Là, il se fait une nouvelle fois remarquer tant par son intelligence que par son indiscipline. Il obtient son diplôme de docteur en médecine, se marie et s'établit à Spa. Nonobstant la prospérité de son cabinet, il parvient à s'aliéner tous les esprits bien pensants. Il rencontre Pierre Emmanuel Félix Chazal et, à deux, ils exploitent un magasin de confections puis se brouillent. Il travaille ensuite comme médecin et comme marchand tailleur.
Fin juillet 1830, lors du déclenchement de la deuxième Révolution française, Grégoire part pour Paris mais arrive trop tard pour pouvoir participer. Il rentre alors à Bruxelles où il prend une part très active aux Journées de Septembre.

## Révolution belge

### Aux côtés des belges
Après l'insurrection de 1830 dans les Pays-Bas méridionaux, Ernest Grégoire rejoint le club de la Réunion centrale. A la veille des Journées de Septembre, alors que l'armée néerlandaise est aux portes de Bruxelles et que les principaux meneurs de la révolution fuient la capitale, Grégoire est l'un des rares à rester en poste pour organiser la défense de la ville. Il est nommé capitaine aide-de-camp de Charles Pletinckx et commande un corps franc de volontaires. Quelques jours avant l'attaque néerlandaise, lui et ses hommes s'arment à la caserne du Petit-Château et à celle des Annonciades pour l'artillerie. La troupe se joint à la revue de la garde bourgeoise de Bruxelles le matin du 21 septembre, en compagnie du corps du colonel Borremans. L'attauqe de l'armée du prince Frédéric a lieu le 24 septembre et, le lendemain, le commandant des forces bruxelloises, Juan Van Haelen, fait lancer une contre-offensive sur le parc de Bruxelles. Grégoire est à la tête de la colonne de droite depuis la place Royale, mais la tentative échoue.
Après avoir remporté la victoire le 27 septembre 1830, Ernest Grégoire et ses hommes sont engagés dans la campagne des Flandres et arrivent jusqu'à Oostbourg, en Flandre zélandaise. Là, Grégoire fait rassembler le bourgmestre et les échevins à l'hôtel de ville et les somme de prêter serment au gouvernement provisoire de Belgique, ce que les autorités paraissent peu disposées à faire. C'est alors qu'arrive une compagnie de soldats de la marine royale néerlandaise qui engagent les révolutionnaires belges, dont le corps de volontaires d'Eeklo. Acculé dans l'hôtel de ville, Grégoire saisit une femme par les bras et s'en sert de bouclier humain afin de prendre la fuite. Il est alors accusé de trahison par plusieurs témoins et Le Journal de Gand relate ces faits quelques jours plus tard. Malgré cela, Grégoire reçoit le grade de lieutenant-colonel pour services rendus et est chargé de recruter, à Bruges, le 2e bataillon de tirailleurs des nouvelles forces armées belges. Il est ensuite placé à la tête du 1er régiment de chasseurs à pied, toujours à Bruges, avec le grade de lieutenant-colonel. Il n'a de cesse de s'adresser au gouvernement provisoire afin d'obtenir le grade de colonel, si bien que Félix de Mérode lui dit : « Votre ambition vous perdra ! ».

### Aux côtés des orangistes

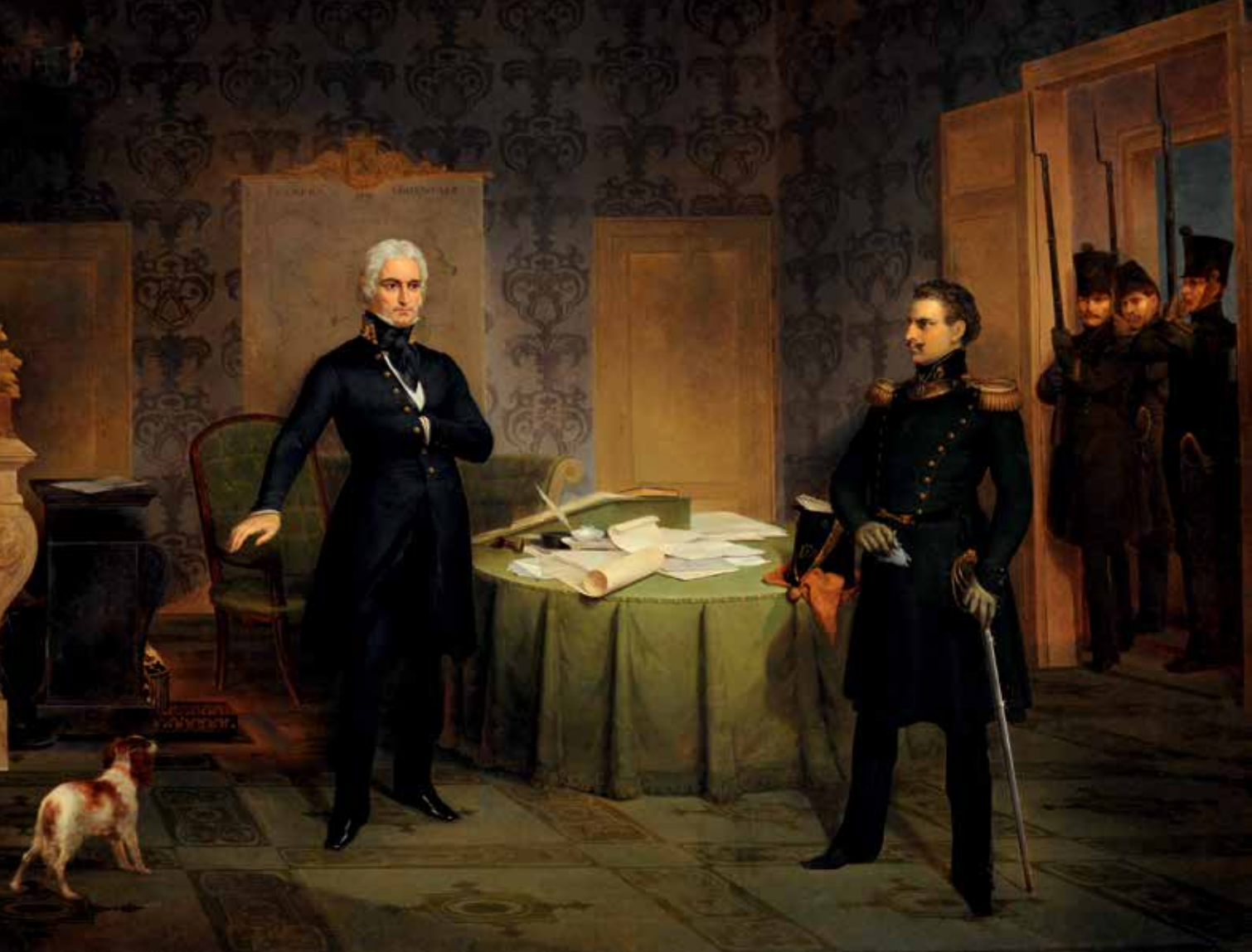
Ernest Grégoire (à droite) et le gouverneur de la province de Flandre-Orientale, Werner de Lamberts-Cortenbach (à gauche), lors de la tentative de coup d'état orangiste de 1831 à Gand.

Après la déclaration d'indépendance de la Belgique du Royaume uni des Pays-Bas le 4 octobre 1830, Ernest Grégoire retourne sa veste et, en pleine guerre belgo-néerlandaise, rejoint le camp des orangistes, restés fidèles au roi des Pays-Bas, Guillaume Ier d'Orange-Nassau. Il est choisi pour mener la tentative coup d'état qui échoue à Gand le 2 février 1831. Il parvient à prendre la fuite et arrive le soir-même à Eeklo, où il cherche une voiture pour se diriger vers la France, son pays natal. Il se réfugie d'abord chez un savonnier, Monsieur Bert, puis se rend à l'« hôtel de la Cigogne », où il est arrêté par la gendarmerie et la police locale sur l'ordre du Bourgmestre Stroo et du commandant de la garde civique de la ville. Il a le temps de brûler quelques papiers mais on trouve sur lui des pistolets, des poignards et une lettre du prince d'Orange en personne, datée du 14 janvier à Londres.
Son procès et celui de ses complices se tient en juin 1831 à la assises du Brabant. Grégoire, De Bast, Champon, Trossaert et Hutteau d'Origny furent acquittés, non pas par faute de preuves suffisantes de leur culpabilité mais plutôt à cause du grand nombre d'inculpés et de l'envie des autorités de ne pas faire couler davantage de sang. Aussi, le jeune gouvernement préférait montrer une Belgique forte et unie aux puissances européennes réunies lors de la conférence de Londres et qui, jusqu'alors, avait relativement soutenu la révolution belge et l'indépendance de la Belgique, à condition qu’elle demeure cet état-tampon suffisamment solide entre la France et la Prusse. 
Grégoire se retire alors aux Pays-Bas où il rejoint l'armée néerlandaise et forme un nouveau corps de partisans dans l'optique de la future campagne des Dix-Jours.

### Départ des Pays-Bas

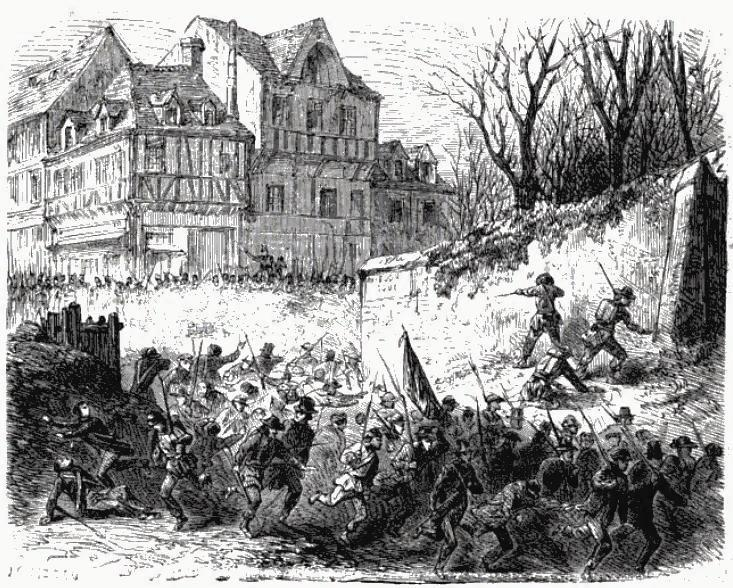
L'affaire du Risquons-Tout, le 29 mars 1848, lors de laquelle Grégoire est ses complices tentent de renverser la monarchie belge pour instaurer une république.

Après avoir été renvoyé les Pays-Bas, Grégoire s'installe à Trèves, en Prusse dès 1836 avec l'intention d'y publier un quotidien catholique. L'autorisation lui étant refusée, il s'installe au Grand-duché de Luxembourg, où il fait paraître le premier quotidien luxembourgeois, le Luxemburger Zeitung (lb) pendant environ deux ans entre 1844 et 1845. 
Revenu en France, il devient agent d'Alphonse de Lamartine et participe aux journées du Printemps des peuples et à la Révolution française de 1848.  Il tente d'exporter la cause vers la Belgique et monte une campagne militaire avec ses complices Frédérique Blervacq et Joseph Jaspin, visant à renverser la monarchie pour instaurer une république lors de l'affaire de Risquons-Tout. À ce titre, il se fait nommer lieutenant-général de la légion républicaine belge venue de Paris et armée par certaines autorités administratives de Lille. Ils lancent leur attaque le 29 mars 1848 à Risquons-Tout, un hameau situé sur la frontière entre la Belgique et la France, près de Mouscron, où ils sont accueillis par 250 soldats belges sous le commandement du général Fleury-Duray, ancien commandant adjoint de la garde bourgeoise de Bruxelles. Ces-derniers remportent la victoire et font échouer la tentative en faisant 7 morts, 26 blessés et une soixantaine de prisonniers.
Grégoire a par la suite des démêlés avec la justice française pour avoir tenté de poignarder un commissaire de police et est également accusé d'avoir empoisonné sa femme et d'avoir essayé d'ériger le parti de la Montagne à l'assemblée nationale constituante le 13 juin 1848.